# Sebastian Furck
Sebastian Furck (* um 1598 oder 1589 in Alterkülz/Hunsrück; † 1655 oder 1666 in Frankfurt am Main) war ein deutscher Kupferstecher.

## Leben und Werk
Der Vater von Sebastian Furck war evangelischer Pfarrer in Alterkülz. Aus dem benachbarten Kastellaun stammte Eberhard Kieser (geboren 1583 und ebenfalls Pfarrerssohn), der in Frankfurt am Main ein Verlagsgeschäft betrieb, in dem er zusammen mit Daniel Meisner ab 1623 eine Sammlung von Kupferstichen mit Stadtansichten aus der damals bekannten Welt herausgab unter dem Titel Thesaurus philopoliticus, deutscher Titel Politisches Schatzkästlein.

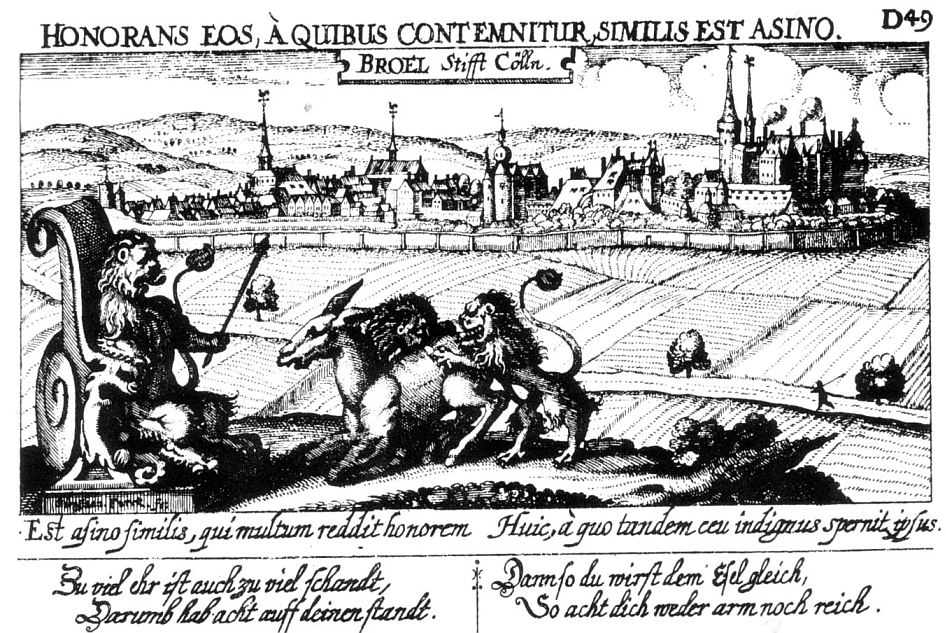
Sebastian Furck: Stadtansicht von Brühl (Rheinland), Kupferstich um 1630

Sebastian Furck kam 1612 in früher Jugend nach Frankfurt am Main, lebte dort als Beisasse und erhielt 1642 das Bürgerrecht. Er lernte in Kiesers Werkstatt und arbeitete anschließend als Geselle maßgeblich mit an den verschiedenen Teilen des „Politischen Schatzkästleins“. Seine Aufgabe war es, für dieses Sammelwerk mit insgesamt 830 Stadtansichten Kupferstiche anzufertigen, die er – häufiger als seine Kollegen – vorher auch nach der Natur gezeichnet hatte. Seine Stiche sind teilweise signiert mit Sebast. F. fec oder mit den verschlungenen Initialen S F, teilweise mit dem Zusatz f oder fecit. Charakteristisch für das Politische Schatzkästlein war, dass jeder Stadtansicht ein symbolhaftes Emblem mit erläuterndem Sinnspruch beigefügt war; diese Sinnsprüche – in Latein und Deutsch – hatte der Mitherausgeber Daniel Meisner (1585–1625) verfasst.

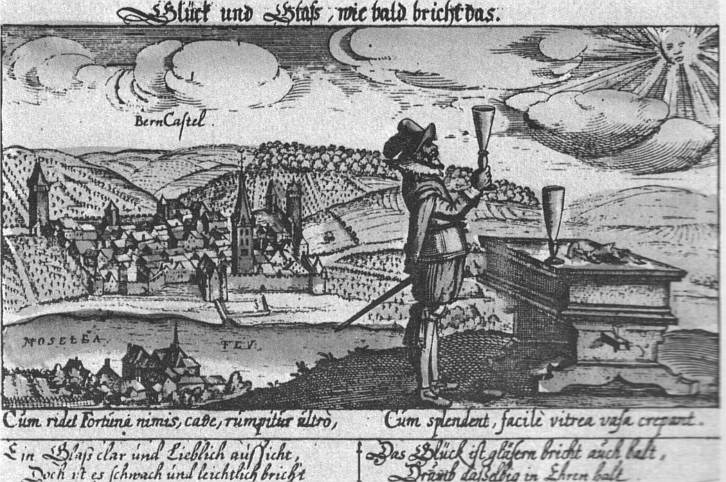
Bernkastel an der Mosel, Kupferstich von Sebastian Furck, 1634

Von Sebastian Furck stammen u. a. die Stadtansichten von Simmern, Kirchberg (Hunsrück) und Kastellaun. Der Kupferstich von Kastellaun weist die Besonderheit auf, dass sich der Zeichner und Kupferstecher selbst abgebildet hat, wie er – im Vordergrund rechts mit seinem Reißzeug sitzend – seinen Verleger Eberhard Kieser vor dessen Heimatstadt Kastellaun stehend im Bild festhält; zwischen den beiden sitzen zwei Hasen in ihrer Sasse. Der dazu passende Sinnspruch unter der Abbildung lautet: „Sieh lieber sieh unsr Vatterlandt,/ Da Ich und du seind wohl bekandt./ Der Haas gar gern bleibt da er vor / Geheckt worden, hebts Haupt empor.“

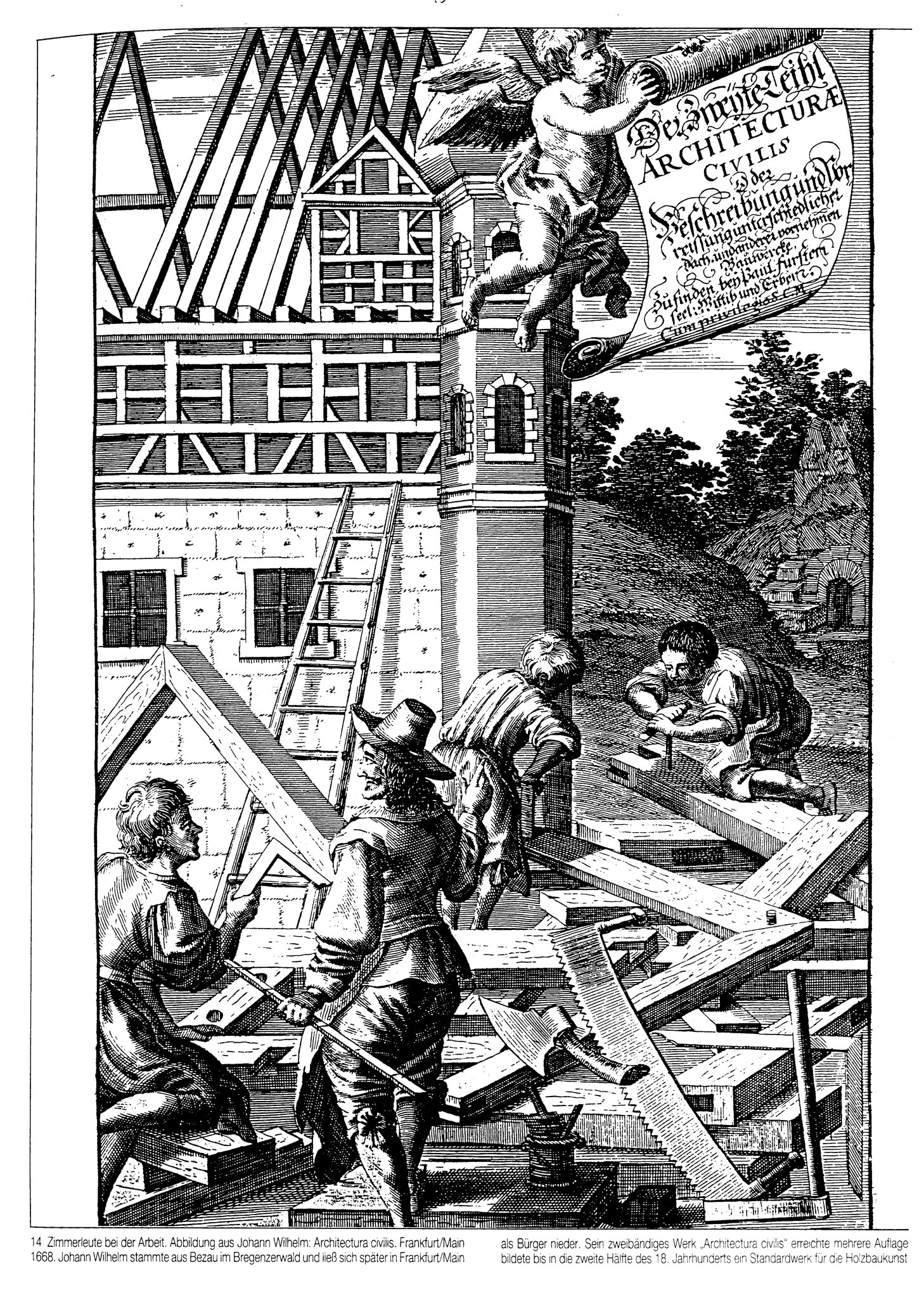
Johann Wilhelm: Zimmerleute
aus: Architectura civilis, 1668

Die Zahl der von Furck für größere Werke und historische Porträts gestochenen Werke ist sehr groß. Selbst der Frankfurter Pionier der Kulturgeschichte Heinrich Sebastian Hüsgen verzichtete darauf, sie vollständig aufzuführen. Für den sechsten Teil von de Brys „Bibliotheca chalcographica“ stach er allein 53 Porträts und die Platten zur zweiten Ausgabe von Johann Wilhelms „Architectura civilis“
Furck stach unter anderem auch für Matthäus Merians Theatrum Europaeum.